# Podivnost
Podivnost je kvantové číslo spojené s elementárními částicemi (zvláště hadrony).
Podivnost byla zavedena proto, aby bylo možné objasnit skutečnost, že některé částice (např. kaony) s očekávaným velmi rychlým rozpadem pod vlivem silné interakce se ve skutečnosti rozpadaly velmi pomalu.
Pro podivnost se používá symbol {\displaystyle S}.
Podivnost úzce souvisí s přítomností podivných kvarků, tzn. kvarků {\displaystyle s} nacházejících se v částici. Podivný kvark {\displaystyle s} má podivnost -1, jeho antičástice {\displaystyle {\overline {s}}} má podivnost +1 a ostatní kvarky mají podivnost 0. Podivnost složené částice je pak součtem podivností jednotlivých kvarků.
Podivnost se zachovává při silných a elektromagnetických interakcích. Při slabých interakcích se podivnost nezachovává, neboť při slabých interakcích dochází ke změně podivnosti o {\displaystyle \pm 1}.